# Fred Zutavern

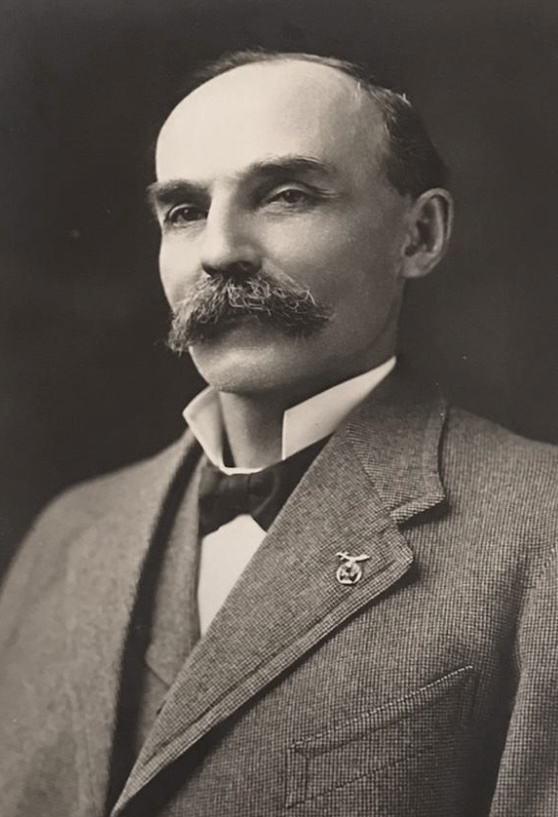
Fred Zutavern, 1913

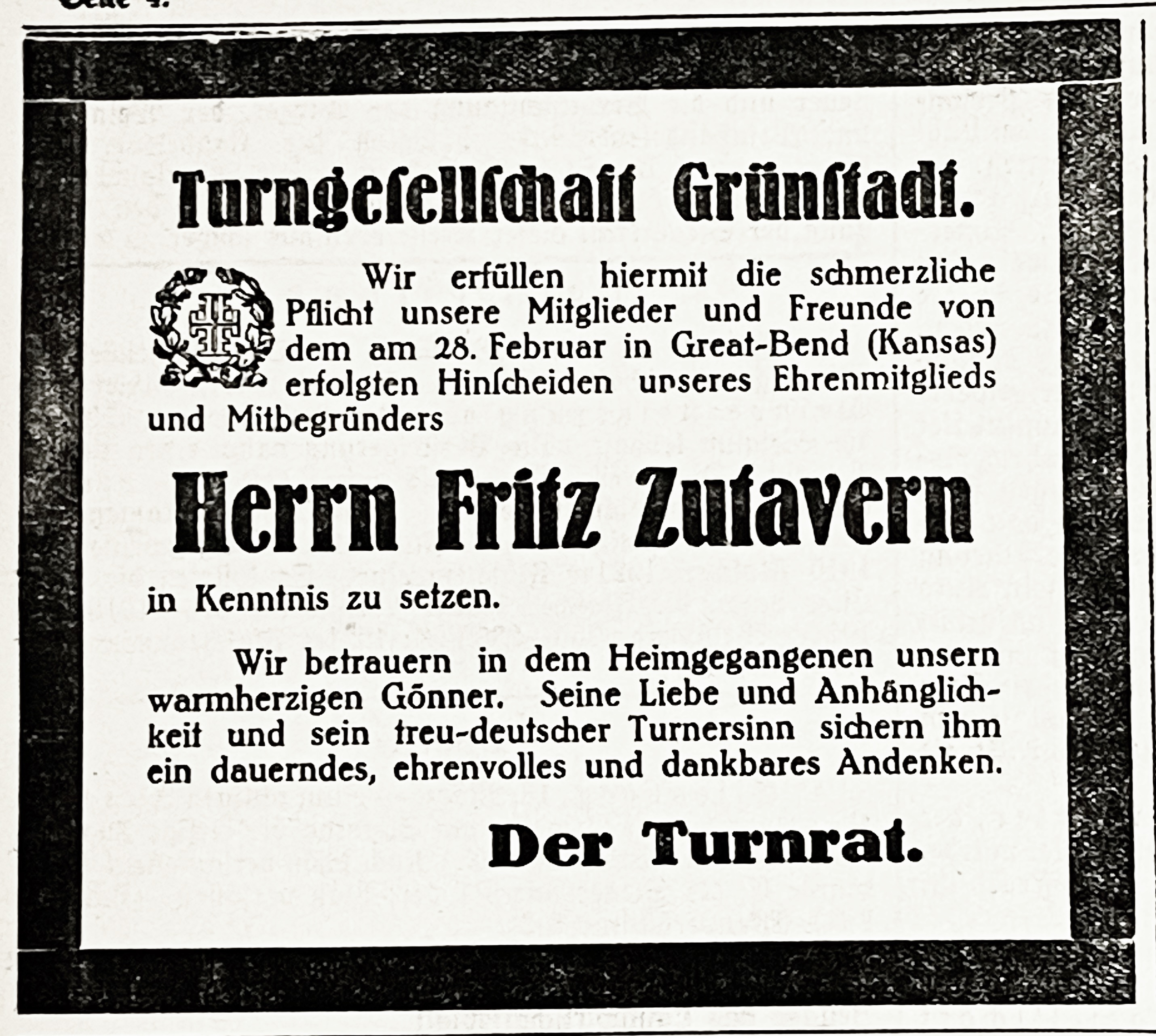
Todesanzeige Fred Zutavern, Grünstadter Zeitung, 1926

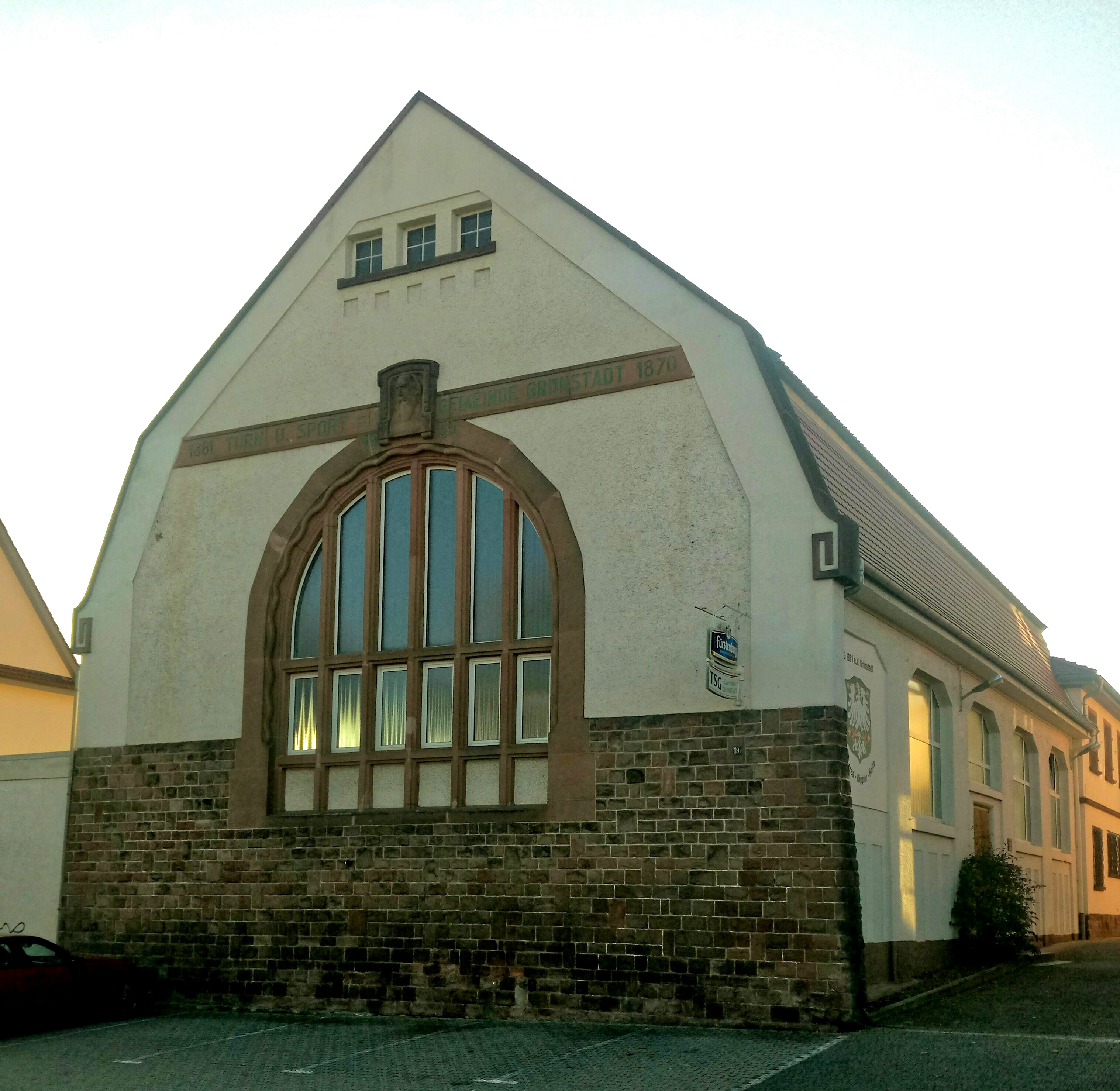
Turnhalle Grünstadt, Asselheimer Straße 19, erbaut von Fred Zutaverns Spenden

Fred Zutavern (* 17. Februar 1851 in Grünstadt; † 28. Februar 1926 in Great Bend, Kansas) war ein deutschstämmiger, amerikanischer Unternehmer und Politiker.

## Leben und Wirken
Er wurde als Friedrich Jakob bzw. Fritz Zutavern geboren, war der Sohn des Kupferschmieds Ludwig Zutavern sowie seiner Ehefrau Friederika, geb. Kaufmann, und besuchte das Progymnasium seiner Geburtsstadt. 1870 war er Mitbegründer der örtlichen Turngesellschaft Grünstadt, einer der Vorgänger der heutigen TSG Grünstadt Bald danach wanderte Fritz Zutavern in die USA aus. Er gründete eine Eisenwarenfirma in Lakin (Kansas), ehelichte 1883 Nora Estelle Brinkman (1863–1937), mit der er mehrere Kinder hatte, und siedelte sich in Great Bend an. Dort gehörte er zu den wohlhabendsten Bürgern. 
Für den Distrikt Barton County wählte man ihn 1912 als Abgeordneten der Republikaner in das Repräsentantenhaus von Kansas. Wegen seiner Gegnerschaft zur Prohibition schloss er sich den Demokraten an und wurde 1915 für sie erneut ins Repräsentantenhaus von Kansas gewählt, dem er bis 1917 angehörte. 
Fred Zutavern ließ die Verbindung zu seiner alten Heimat nie abreißen. Er war Ehrenmitglied der Turngesellschaft Grünstadt, der er jährlich höhere Beträge zur Errichtung einer Turnhalle spendete, die 1913 eingeweiht wurde. Über Jahre hinweg hatte er an jedem Weihnachtsfest einen Betrag in der Höhe überwiesen, welchen der Sportverein an Mitgliedern zählte. Als er 1926 starb, veröffentlichte die TG Grünstadt eine Todesanzeige in der örtlichen Zeitung.